# Robert Henry (historien)
Pour les articles homonymes, voir Henry.
Pour l’article ayant un titre homophone, voir Robert Henri.
Robert Henry, né le 18 février 1718 et mort le 24 novembre 1790, est un historien écossais.

## Biographie
Henry est l’auteur de l’Histoire de la Grande-Bretagne (1771-93) , en 6 volumes, couvrant la période allant de l’invasion romaine au règne d’Henri VIII. La nouveauté de ce projet consistait dans la division et le traitement séparé des sujets en différentes parties : histoire civile, militaire, sociale, etc. Cette œuvre, louée par Hume, Robertson et Johnson, était principalement une compilation dénuée de qualités critiques. En dépit des attaques persistantes et féroces de Gilbert Stewart, ce travail a été couronné de succès et a rapporté plus de 3 000 livres sterling à son auteur. L’ouvrage a été achevé par Malcolm Laing (1793).